# Trui van Lier

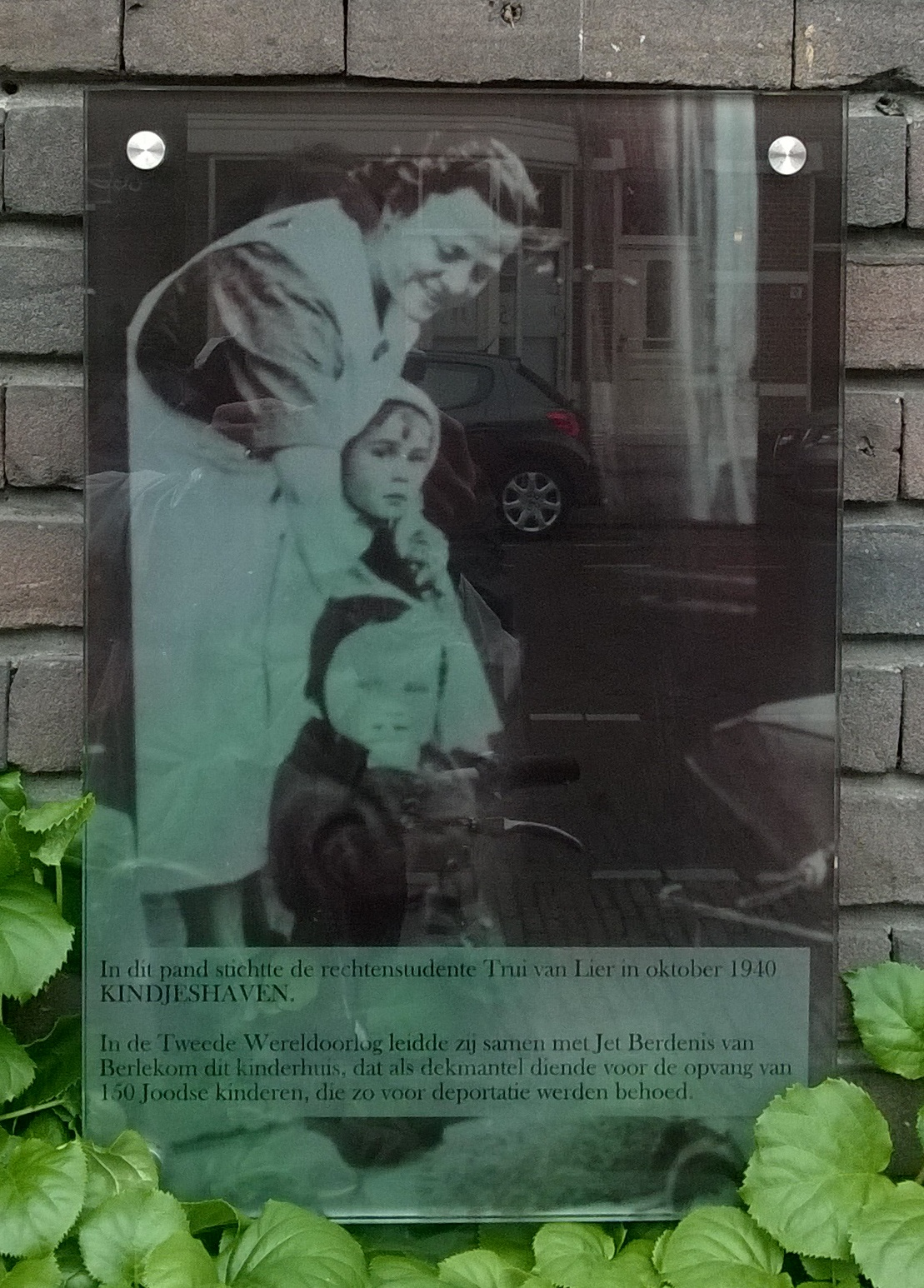

Geertruida Elisabeth „Trui“ van Lier (* 13. November 1914 in Utrecht; † 29. November 2002 in Ede, Provinz Gelderland) war eine niederländische Jurastudentin, die sich im Widerstand gegen den Nationalsozialismus engagierte und während des Zweiten Weltkriegs über das von ihr gegründete Kinderheim 150 jüdische Kinder rettete.

## Leben
Trui van Lier war die Tochter von Alfred Johan Salomon van Lier (1874–1971) und Cornelia Geertruida Guldensteeden Egeling (1877–1936). Ihr jüdischer Vater war Rechtsanwalt und ab 1920 Direktor der Utrechter Hypothekenbank. Sie wuchs mit einer älteren Schwester und ihrem älteren Bruder Lambertus „Bertus“ van Lier (1906–1972) in einer liberalen Familie in der Willem de Zwijgerstraat 1a in der Nähe des Wilhelminaparks in Utrecht auf. Sie besuchte das Utrechts Stedelijk Gymnasium und studierte anschließend ab 1935 an der Universität Utrecht. 1936 starb ihre Mutter und 1937 ihre zehn Jahre ältere Schwester an einer Lungenentzündung. Trui van Lier kümmerte sich um ihren Vater und passte oft auf die Kinder ihrer verstorbenen Schwester auf, wodurch sich ihr Jurastudium verzögerte. Daneben war sie im Studienjahr 1937/1938 Vorsitzende der Utrechtsche Vrouwelijke Studenten Vereniging UVSV (Utrechter Studentinnenvereinigung). Im Jahr 1939 heiratete sie den Widerstandskämpfer Joost Verheus (1915–1979). Im Frühjahr 1940 erlangte sie ihren Bachelor-Abschluss.

### Kindertagesstätte Kindjeshaven
Nach dem Kriegsbeginn und der folgenden Besetzung der Niederlande im Mai 1940 brach Trui van Lier ihr Studium ab und eröffnete mit Geld aus dem Nachlass ihrer Mutter im Oktober 1940 den „Kinderbewaarplaats Kindjeshaven“ in der Prins Hendriklaan 4, nur durch einen Garten von ihrem Elternhaus auf der Rückseite getrennt. Sie leitete die Kindertagesstätte zusammen mit ihrer Freundin Henriette „Jet“ Berdenis van Berlekom Macey (1920–2010), die über die erforderlichen Diplome in Kinderbetreuung verfügte. Im ersten Jahr war Kindjeshaven vor allem eine Unterkunft für Kinder aus der Nachbarschaft, bis Trui van Lier im August 1941 von ihrem Bruder Bertus gebeten wurde, dreijährige jüdische Zwillinge aus Amsterdam aufzunehmen. Mit den zunehmenden antijüdischen Maßnahmen stieg auch der Bedarf an Verstecken rapide an. Über ihre Kontakte an der Universität engagierte sich Trui van Lier ab Herbst 1942 in der Rettungsarbeit des Utrechts Kindercomité, einer studentischen Widerstandsgruppe, die versuchte, jüdische Kinder aus Amsterdam bei Pflegefamilien oder vorübergehend in der Kinderkrippe Kindjeshaven zu verstecken und vor dem Holocaust in den Niederlanden zu retten. Da Kinder unter sechs Jahren noch nicht registriert werden mussten, konnten sie leichter mit falschen Papieren ausgestattet werden. Mithilfe einer Buchführung mit Decknamen und falschen Adressen gelang es Trui van Lier lange, die Behörden zu täuschen. Die tatsächliche Verwaltung befand sich nicht in der Kinderkrippe selbst, sondern sicher versteckt im römisch-katholischen Erzbischöflichen Palast von Utrecht in der Maliebaan 40. Auffallend dunkelhäutige Kinder wurden oft als „Halbjuden“ registriert, was ihnen einen relativen Schutz vor den Deportationen bot. Neben den jüdischen Kindern wurden auch Babys aus Beziehungen zwischen deutschen Soldaten und Niederländerinnen versorgt. Nach der fehlgeschlagenen Bombardierung der Fokker Flugzeugwerke durch die Alliierten im Sommer 1943, die stattdessen ein Wohnviertel im Amsterdamer Norden trafen, war die Kinderkrippe mit einer maximalen Kapazität von 25 bis 30 Kindern schnell überfüllt.
Zusätzlich mussten aus Sicherheitsgründen alle „illegalen“ Kinder vorübergehend aus Kindjeshaven in anderen Verstecken untergebracht werden, nachdem die Mitarbeiterinnen Hetty Voûte und Gisele Sönnlein verhaftet worden waren. Im September 1943 geriet Trui van Lier in den Fokus der Besatzer, weil sie fälschlich mit der Erschießung des Polizeikommissars und führenden Nationalsozialisten Gerardus Johannes Kerlen Anfang September in Verbindung gebracht wurde. Am 14. September wurde ihre Kusine (Truus’ und Truis Väter waren Brüder) und Namensvetterin Geertruida „Truus“ van Lier verhaftet und im Oktober hingerichtet. Mitte August 1944 führten deutsche Ermittlungsdienste nachts eine Razzia in Kindjeshaven durch. Trui van Lier tauchte daraufhin unter und versteckte sich erst in Zeist, wo ihr Mann Joost Verheus sich versteckt hielt und für den Widerstand aktiv war, und später gemeinsam mit ihm bis zur Befreiung in Culemborg. Jet Berdenis van Berlekom blieb bis zur Schließung im Februar 1945 in Kindjeshaven und kümmerte sich um die Kinder.

### Leben nach dem Krieg und Würdigung
In den Jahren nach 1945 bekamen Trui van Lier und Joost Verheus zwei Töchter und einen Sohn. Im Jahr 1947 erhielt sie aufgrund der zur Rettung der jüdischen Kinder notwendigen Bilanzfälschung der Kindertagesstätte einen hohen Steuerbescheid. Ihre Ehe wurde 1959 geschieden. Sie hielt weiter Kontakt zu ihrer mittlerweile in Kanada lebenden Freundin Jet Berdenis van Berlekom. Nach einem Besuch bei ihr entschloss sie sich, aus Utrecht wegzuziehen, um nicht täglich an die schwierigen Kriegszeiten und das Leben in Angst vor der Entdeckung erinnert zu werden. 1983 zog sie nach Noordwolde in der Gemeinde Weststellingwerf in Friesland.
1993 wurde Trui van Lier gemeinsam mit Jet Berdenis van Berlekom für die Kinderrettungen von Kindjeshaven in die Liste der Gerechten unter den Völkern aufgenommen. Ende 1994 reisten beide Frauen auf Einladung von Yad Vashem nach Israel, wo sie in Jerusalem persönlich geehrt wurden.
Erst 1995 entschuldigte sich die Stadt Utrecht für den fünfzig Jahre zuvor erhobenen Steuerbescheid und zahlte ihr eine Entschädigung von 30.000 Gulden. Im März 1995 wurde sie mit der Silbermedaille der Stadt Utrecht ausgezeichnet. 2002 starb sie in Ede.

## Gedenken
Im Jahr 2010 wurde an der Fassade des Gebäudes Prins Hendriklaan 4 eine Gedenktafel mit einem Foto von Trui van Lier angebracht.
Im April 2024 wurde im Utrechter Wilhelminapark das Trui van Lier Speelkwartier mit begleitenden Informationstafeln zu ihrem Leben eröffnet. Der Weg vom ehemaligen Kindergarten zum Spielplatz ist mit einhundertfünfzig goldfarbenen Herzen gepflastert. Die Zugänge zum Spielplatz erfolgen durch zwei verzierte Metallbögen, in dessen oberen Teile ihr Name eingearbeitet ist.
An einem Hang entlang der Koningslaan nahe der ehemaligen Kinderkrippe wurden dreitausend blaue Hyazinthen gepflanzt, die die Buchstaben ihres Vornamens bilden.